# Robert Hanssen

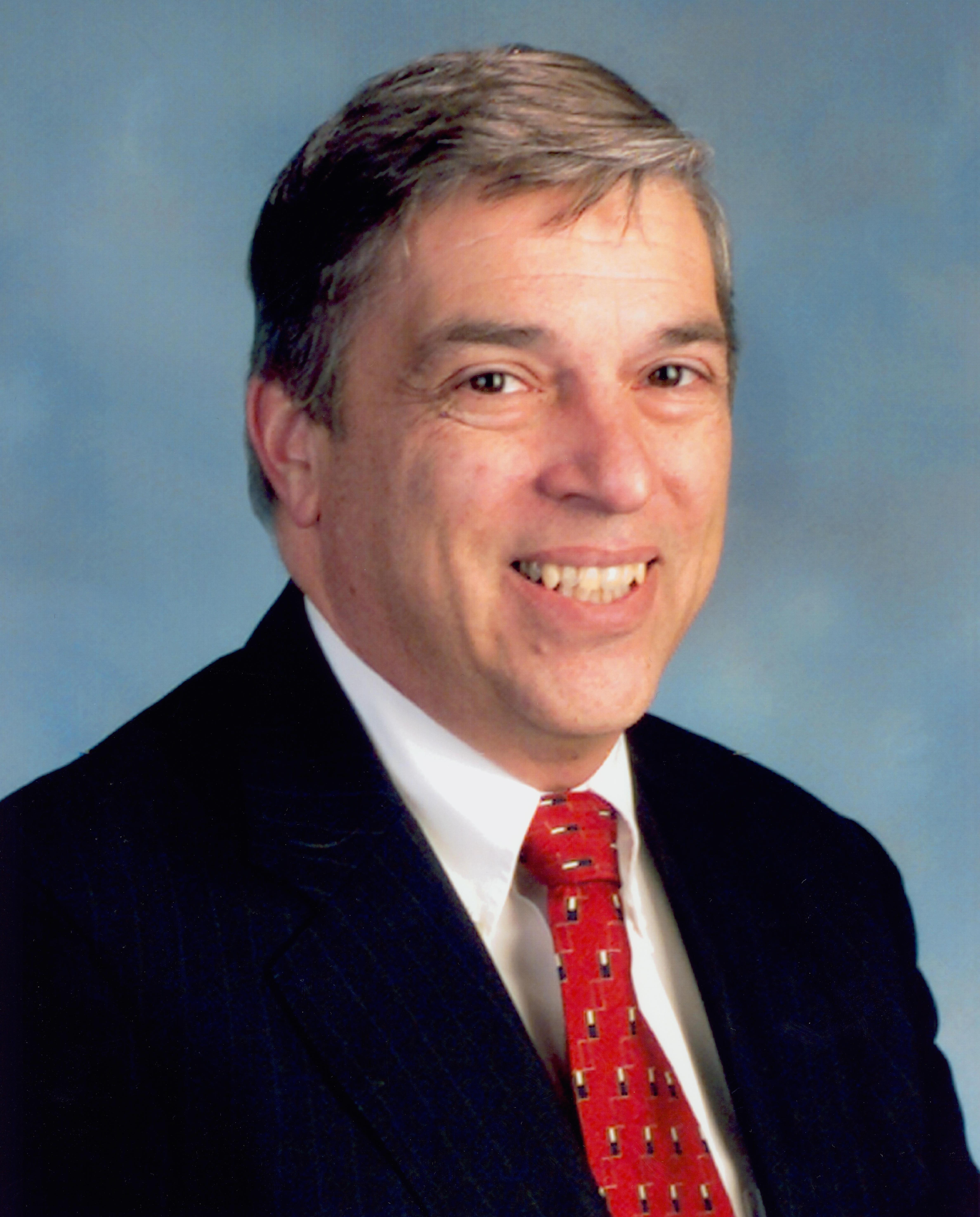
Robert Hanssen, 2001

Robert Philip Hanssen (* 18. April 1944 in Chicago, Illinois; † 5. Juni 2023 in Florence, Colorado) war ein US-amerikanischer Doppelagent und Mitarbeiter des FBI, der über viele Jahre als Agent für die Sowjetunion und später für Russland in den USA tätig war. Er arbeitete unter anderem als Aufklärungsexperte in der FBI-Abteilung für Spionageabwehr.

## Leben

### Agententätigkeit
Hanssen soll mit seinen Spionageaktivitäten 1985 begonnen haben, als er die Namen von KGB-Mitarbeitern nach Moskau übermittelte, die als Doppelagenten für das FBI arbeiteten. Bei zwei weiteren Gelegenheiten gab Hanssen eine Liste aller amerikanischen Doppelagenten an seine Auftraggeber weiter. Auch übergab er geheime Informationen über die Standorte von Schutzanlagen der US-Regierung, die im Fall eines Nuklearangriffs benutzt werden sollten.
1999 verriet er die Existenz eines Tunnels unter der russischen Botschaft in Washington, in dem die Amerikaner jahrelang aufwändige Abhöreinrichtungen betrieben hatten.
Robert Hanssen versuchte, direkte Zusammentreffen mit seinen Auftraggebern stets zu vermeiden, und kreierte ein System aus toten Briefkästen und Signalen, um mit seinen KGB-Verbindungsmännern in Kontakt zu treten oder Material zu übermitteln. Seine Identität hielt er gegenüber seinen Auftraggebern geheim.

### Enttarnung und Verurteilung
Hanssen wurde am 18. Februar 2001 am Foxstone Park in der Nähe seines Hauses in Virginia festgenommen.
Seine Enttarnung in der Amtszeit von US-Verteidigungsminister Donald Rumsfeld und Außenminister Colin Powell führte zu kurzzeitigen Verstimmungen in den Beziehungen zwischen Russland und den Vereinigten Staaten. Erstmals seit einer Massenausweisung sowjetischer Diplomaten unter US-Präsident Ronald Reagan im Jahre 1986 kam es zur Ausweisung von mehr als 51 russischen Diplomaten, darunter vier Botschaftsangehörige, die als Kontaktleute für Robert Hanssen fungiert hatten. Der Fall galt als eine Blamage für das FBI, das sich 1994 nach der Enttarnung des für Moskau spionierenden CIA-Doppelagenten Aldrich Ames noch verächtlich über die Sicherheitspannen bei der CIA geäußert hatte.
Am 6. Juli 2001 wurde Robert Hanssen schuldig gesprochen und zu einer lebenslangen Haftstrafe ohne die Möglichkeit der vorzeitigen Entlassung verurteilt. Er verbüßte seine Strafe in Einzelhaft im Bundesgefängnis ADX Florence, einer Hochsicherheitsstrafanstalt in Florence im Bundesstaat Colorado, wo er am 5. Juni 2023 im Alter von 79 Jahren tot in seiner Zelle aufgefunden wurde. Die Behörden gehen von einer natürlichen Todesursache aus.

### Sonstiges
Robert Hanssen war verheiratet und hatte sechs Kinder. Er soll in den letzten 15 Jahren seiner Spionagetätigkeit 1,4 Millionen US-Dollar in bar, Diamanten und Zahlungen auf ein Moskauer Konto erhalten haben. Bis auf seinen entschiedenen Antikommunismus war er vor der Enttarnung nicht aufgefallen und hatte keinen aufwendigen Lebensstil gepflegt. Er war Mitglied der römisch-katholischen Laienorganisation Opus Dei.
Nach seiner Enttarnung wurden Einzelheiten über ein privates Doppelleben mit außerehelichen Affären bekannt.

## Filme
Die Spionagetätigkeiten Hanssens wurden zum Thema zweier Filme: 
- Master Spy: The Robert Hanssen Story, US-amerikanischer Fernsehfilm aus dem Jahr 2002, in dem Hanssen von William Hurt gespielt wurde
- Enttarnt – Verrat auf höchster Ebene, US-amerikanischer Kinofilm aus dem Jahr 2007 mit Chris Cooper in der Hauptrolle